# Petawawa (fiume)
Il Petawawa  è un fiume del Canada che scorre nell'Ontario. Il fiume nasce in Ontario, nel Parco provinciale di Algonquin, poi scorre per 187 chilometri fino ad immettersi nel fiume Ottawa, nel punto in cui sorge la cittadina di Petawawa.